# دیو چمبرز (بازیکن فوتبال)
دیو چمبرز (انگلیسی: Dave Chambers؛ زادهٔ ۶ ژوئن ۱۹۴۷) بازیکن فوتبال اهل بریتانیا است.
از باشگاه‌هایی که در آن بازی کرده‌است می‌توان به باشگاه فوتبال یورک سیتی، باشگاه فوتبال ساوتند یونایتد و باشگاه فوتبال روترهام یونایتد اشاره کرد.